# Vòng loại Cúp bóng đá châu Phi 2025 (Bảng E)
Bảng E của Vòng loại Cúp bóng đá châu Phi 2025 là một trong mười hai bảng đấu sẽ quyết định đội nào đủ điều kiện tham dự vòng chung kết Cúp bóng đá châu Phi 2025 diễn ra tại Maroc. Bảng E bao gồm 4 đội tuyển: Algérie, Guinea Xích Đạo, Togo và Liberia.
Các đội tuyển sẽ thi đấu với nhau theo thể thức vòng tròn một lượt (sân nhà – sân khách), các trận đấu diễn ra từ tháng 9 đến tháng 11 năm 2024.

## Bảng xếp hạng
| VT | Đội             | ST | T | H | B | BT | BB | HS  | Đ  | Giành quyền tham dự |     |     |     |     |     |
| -- | --------------- | -- | - | - | - | -- | -- | --- | -- | ------------------- | --- | --- | --- | --- | --- |
| 1  | Algérie         | 6  | 5 | 1 | 0 | 16 | 2  | +14 | 16 | Vòng chung kết      |     | —   | 2–0 | 5–1 | 5–1 |
| 2  | Guinea Xích Đạo | 6  | 2 | 2 | 2 | 5  | 8  | −3  | 8  | Vòng chung kết      |     | 0–0 | —   | 2–2 | 1–0 |
| 3  | Togo            | 6  | 1 | 2 | 3 | 7  | 10 | −3  | 5  |                     |     | 0–1 | 3–0 | —   | 1–1 |
| 4  | Liberia         | 6  | 1 | 1 | 4 | 4  | 12 | −8  | 4  |                     | 0–3 | 1–2 | 1–0 | —   |     |

## Các trận đấu
| Algérie                    | 2–0      | Guinea Xích Đạo |
| -------------------------- | -------- | --------------- |
| - Aouar 69' - Gouiri 90+5' | Chi tiết |                 |

| Togo         | 1–1      | Liberia        |
| ------------ | -------- | -------------- |
| - Denkey 78' | Chi tiết | - Gibson 90+2' |

| Guinea Xích Đạo         | 2–2      | Togo                      |
| ----------------------- | -------- | ------------------------- |
| - Nlavo 17' - Buyla 75' | Chi tiết | - Aholou 45' - Laba 90+5' |

| Liberia | 0–3      | Algérie                                    |
| ------- | -------- | ------------------------------------------ |
|         | Chi tiết | - Gouiri 17' - Zorgane 25' - Bounedjah 80' |

| Algérie                                                             | 5–1      | Togo         |
| ------------------------------------------------------------------- | -------- | ------------ |
| - Benrahma 29', 55' (ph.đ.) - Aouar 68' - Gouiri 86' - Amoura 90+5' | Chi tiết | - Klidjé 11' |

| Guinea Xích Đạo        | 1–0      | Liberia |
| ---------------------- | -------- | ------- |
| - Salvador 34' (ph.đ.) | Chi tiết |         |

| Liberia      | 1–2      | Guinea Xích Đạo                |
| ------------ | -------- | ------------------------------ |
| - Gibson 53' | Chi tiết | - Nlavo 20' - Dorian Jr. 90+4' |

| Togo | 0–1      | Algérie                  |
| ---- | -------- | ------------------------ |
|      | Chi tiết | - Bensebaini 18' (ph.đ.) |

| Liberia               | 1–0      | Togo |
| --------------------- | -------- | ---- |
| - Sangare 83' (ph.đ.) | Chi tiết |      |

| Guinea Xích Đạo | 0–0      | Algérie |
| --------------- | -------- | ------- |
|                 | Chi tiết |         |

| Algérie                                                              | 5–1      | Liberia   |
| -------------------------------------------------------------------- | -------- | --------- |
| - Mandi 20' - Mahrez 29' - Bounedjah 64' - Gouiri 74' - Amoura 90+5' | Chi tiết | - Dweh 6' |

| Togo                          | 3–0      | Guinea Xích Đạo |
| ----------------------------- | -------- | --------------- |
| - Annor 29', 87' - Denkey 53' | Chi tiết |                 |

## Cầu thủ ghi bàn
Đang có 32 bàn thắng ghi được trong 12 trận đấu, trung bình 2.67 bàn thắng mỗi trận đấu.
4 bàn thắng
- Amine Gouiri

2 bàn thắng
- Mohamed Amoura
- Houssem Aouar
- Saïd Benrahma
- Baghdad Bounedjah
- Luis Nlavo
- William Gibson
- Yaw Annor
- Kévin Denkey

1 bàn thắng
- Ramy Bensebaini
- Riyad Mahrez
- Aïssa Mandi
- Adem Zorgane
- Jannick Buyla
- Dorian Jr.
- Iban Salvador
- Sampson Dweh
- Mo Sangare
- Roger Aholou
- Thibault Klidjé
- Kodjo Fo-Doh Laba